# 8C busz (Balassagyarmat)
A balassagyarmati 8C jelzésű autóbusz a 8-as busz betétjárata, a Kenessey Albert Kórház és a Volán telep között közlekedik tanítási napokon, reggel. A járatot a városi önkormányzat megrendelésére a Volánbusz üzemelteti.

## Járművek
Credo Econell 12, Alfa Localo és Rába Contact 092 autóbuszok közlekednek a vonalon.

## Története
2012-ig volt a busznak egy járatpárja, amely a Delphiig ment ki. A 2013. január 1-jei menetrendváltással ez a 2 járat már 8A busz ként közlekedik.

## Útvonala
| Volán telep felé | Kenessey Albert Kórház felé |
| --- | --- |
| Kenessey Albert Kórház – Rákóczi fejedelem út – Arany János utca – Patvarci út – Veres Pálné utca – Május 1. utca – Szügyi út – Volán telep | Volán telep – Szügyi út – Május 1. utca – Veres Pálné utca – Patvarci út – Szontágh Pál utca – Rákóczi fejedelem út – Kenessey Albert Kórház |

## Megállóhelyei
| 8C (Kenessey Albert Kórház – Volán telep) |                        |          |                                                     |                                           |
| Perc (↓)                                  | Megállóhely            | Perc (↑) | Megállóhelyet érintő járatok                        | Fontosabb létesítmények                   |
| 0                                         | Kenessey Albert Kórház | 9        | 1, 1A, 1C, 2, 4, 5B, 6, 6A, 7, 7A, 7B, 8, 8C, 9, 9B | Dr. Kenessey Albert Kórház-Rendelőintézet |
| 1                                         | Arany János utca 3.    | ∫        | 8, 8A, 8C, 9, 9A, 9B                                |                                           |
| ∫                                         | Szontágh Pál utca 3.   | 8        | 5B, 8, 8A, 8C, 9, 9A, 9B                            |                                           |
| 2                                         | Arany János utca 43.   | ∫        | 8, 8A, 8C, 9, 9A, 9B                                |                                           |
| 3                                         | Veres Pálné utca 51.   | 6        | 5B, 8, 8A, 8C, 9, 9A, 9B                            |                                           |
| 4                                         | Szabó Lőrinc iskola    | 2-5      | 3, 3B, 3C, 5B, 6, 7, 7A, 7D, 8, 8A, 8C, 9, 9A, 9B   | Szabó Lőrinc Általános Iskola             |
| 5                                         | Jeszenszky utca        | 1        | 3, 3B, 3C, 6, 7, 7A, 7D, 8, 8A, 8C, 9, 9A, 9B       |                                           |
| 6                                         | Volán telep            | 0        | 2C, 6, 6A, 8A, 8C                                   | autóbuszgarázs                            |

## Külső hivatkozások
- A Nógrád Volán weboldala. [2014. december 30-i dátummal az eredetiből archiválva].
- Valósidejű utastájékoztatás. Nógrád Volán. [2018. augusztus 21-i dátummal az eredetiből archiválva]. (Hozzáférés: 2018. augusztus 21.)